# علی ریال
علی ریال (انگلیسی: Ali Rial؛ زاده ۲۶ مارس ۱۹۸۰) یک بازیکن فوتبال است.